# Kazuoclytus fukienensis
Kazuoclytus fukienensis är en skalbaggsart som först beskrevs av J. Linsley Gressitt 1951.  Kazuoclytus fukienensis ingår i släktet Kazuoclytus och familjen långhorningar. Inga underarter finns listade i Catalogue of Life.